# Parnasszus (folyóirat)
A Parnasszus magyar irodalmi folyóiratot 1995-ben alapította Turczi István. A folyóirat állandó támogatója Zugló, vagyis Budapest XIV. kerületének önkormányzata. Turczi István a Parnasszus folyóirat főszerkesztőjeként feladatának tartja a magyar költészet szolgálatát, az ifjú tehetségek felkutatását és a már befutott szerzők segítését, publikációs lehetőséghez juttatását egyaránt. Az ezredfordulót követő években megindult a Parnasszus Könyvek három könyvsorozata: az Új vizeken a fiatal, pályakezdő költők köteteinek sorozata, a Magaslesben kritika-, esszé- és tanulmánykötetek jelennek meg fiatal szerzőktől, illetve fiatal szerzőkről, az Átjáró pedig versfordításköteteknek ad otthont. Ehhez járult a már befutott, ismert költők műveit megjelentető P'Art Könyvek széria.

## Főszerkesztő
- Turczi István

## Szerkesztők
- Vass Tibor

## Könyvsorozatok
- Új vizeken (2001–)
- Magasles (2001–)
- Átjáró (2003–)
- P’Art (2007–)